# پارک سان-می
پارک سان-می (انگلیسی: Park Sun-mi؛ متولد ۲۲ نوامبر ۱۹۷۲) یک ورزشکار و مربی تکواندو اهل کره جنوبی است.
پارک سان-می در مسابقات تکواندوی قهرمانی آسیا ۱۹۹۴ در مانیل برنده مدال طلا شد و در مسابقات قهرمانی تکواندو جهان ۱۹۹۵ در مانیل به مدال نقره دست یافت.
وی از ابتدای سال ۲۰۱۵ سرمربی تیم ملی زنان تکواندوی آذربایجان است.